# Gingicithara pessulata
Gingicithara pessulata é uma espécie de gastrópode do gênero Gingicithara, pertencente a família Mangeliidae.